# امطيان (مكيراس)

تعديل مصدري - تعديل

امطيان هي إحدى قرى عزلة مكيراس بمديرية مكيراس التابعة لمحافظة البيضاء، بلغ تعداد سكانها 185 نسمة حسب تعداد اليمن لعام 2004.